# قطعنامه ۲۴۷ شورای امنیت
قطعنامه  ۲۴۷ شورای امنیت سازمان ملل متحد که در تاریخ ۱۸ مارس ۱۹۶۸ تصویب شد، سندی بین‌المللی دربارهٔ مسئلهٔ نیروهای حافظ سازمان ملل صلح در قبرس است. این قطعنامه طی نشست ۱۳۹۸ام 
با ۱۵ موافق،۰ مخالف و۰ ممتنع تصویب شد.